# Cos d'exèrcit d'Austràlia i Nova Zelanda
El cos d'exèrcit d'Austràlia i Nova Zelanda (Australian and New Zealand Army Corps, ANZAC) van ser un conjunt d'unitats militars reclutades a Austràlia i Nova Zelanda per lluitar a Europa i el Pròxim Orient durant la I Guerra Mundial. L'ANZAC original, que participà en la batalla de Gal·lípoli (1915), estava format per la 1a divisió australiana imperial i la 1a força expedicionària neozelandesa. La 2a divisió australiana s'hi afegí a l'agost de 1915 i encara participà en les darreres accions a Gal·lípoli. Després de l'evacuació de la península de Gal·lípoli, l'ANZAC es reagrupà a Egipte, on el contingent neozelandès formà la nova divisió neozelandesa i es crearen la 4a i 5a divisions australianes, mentre que la 3a s'estava reclutant a Austràlia. Finalment l'ANZAC quedà dividit en dos cossos, l'ANZAC I i l'ANZAC II. Després d'aquesta reorganització la majoria d'unitats de l'ANZAC es traslladaren al front occidental, on participaren en la batalla del Somme i, concretament, en la batalla de Pozières.
Encara que el nom és sinònim d'Austràlia i Nova Zelanda, l'ANZAC va incloure cossos d'altres nacionalitats com diverses unitats briàniques, índies, i cingaleses entre d'altres.

## Operacions militars
Diverses unitats anomenades ANZAC han intervingut després en altres operacions:
- Campanya del Sinai i Palestina 1915-1918
- Campanya dels Senussi 1915-1918
- Batalla de Romani 1916
- Batalla de Creta 1941
- Guerra del Vietnam
- Timor Leste 2006

## Dia ANZAC
El 25 d'abril, és una data nacional a Austràlia i a Nova Zelanda, s'homenatja els caiguts i veterans dels ANZAC.
El Dia ANZAC és una data nacional d'Austràlia i Nova Zelanda, que es commemora en honor dels soldats de les Forces Armades australianes i neozelandeses (ANZAC) que van lluitar en la batalla de Galípoli de 1915 contra l'Imperi otomà durant la Primera Guerra Mundial. Actualment es fa extensiva a tots els australians i neozelandesos "que van servir i van morir en totes les guerres, conflictes i missions de pau" i en memòria de "la contribució i el patiment de quants hi van servir servit".
El Dia ANZAC també és no laborable a les Illes Cook, Niue, les Illes Pitcairn, Illa Christmas, Illes Cocos, Illa Norfolk, Tokelau i a Tonga, i anteriorment va ser festa nacional a Papua Nova Guinea i a Samoa.